# 黑茲利特 (新澤西州)
黑茲利特（英語：Hazlet）是位於美國新澤西州蒙茅斯縣的一個鎮區。

## 地方資料
黑茲利特的面積為14.68平方千米，當中陸地面積為14.40平方千米，而水域面積為0.26平方千米。根據2020年美國人口普查的數據，當地共有人口20125人，而人口密度為每平方千米1,370.91人。